# Kauriaganj
Kauriaganj é uma cidade e uma nagar panchayat no distrito de Aligarh, no estado indiano de Uttar Pradesh.

## Demografia
Segundo o censo de 2001, Kauriaganj tinha uma população de 10,581 habitantes. Os indivíduos do sexo masculino constituem 53% da população e os do sexo feminino 47%. Kauriaganj tem uma taxa de literacia de 41%, inferior à média nacional de 59.5%: a literacia no sexo masculino é de 50% e no sexo feminino é de 31%. Em Kauriaganj, 21% da população está abaixo dos 6 anos de idade.